# 6617-es mellékút (Magyarország)
A 6617-es számú mellékút egy bő hét kilométer hosszú, négy számjegyű országos közút Somogy vármegyében; Gige települést kapcsolja össze a 61-es főúttal.

## Nyomvonala
A 61-es főútból ágazik ki, annak 134+850-es kilométerszelvénye közelében, Kiskorpád belterületén, néhány lépésre keletre attól, ahol a főút keresztezi a MÁV 41-es számú Dombóvár–Gyékényes-vasútvonalát. Délnyugat felé indul, a vasúttal párhuzamosan, de ez a szakasza kevesebb, mint 200 méteren át tart, utána déli irányt vesz.
A folytatásban dél felé húzódik a település házai között, Petőfi utca, a legdélebbi szakaszán pedig Kossuth Lajos utca néven, majd, 1,9 kilométer után keresztezi a Kapost. Onnan a folyót tápláló egyik patakággal, és a duzzasztásával létrejött tórendszerrel párhuzamosan halad el, azok keleti oldalán. 4,6 kilométer után lép Gige közigazgatási területére és 6,1 kilométer után éri el a lakott területét, ahol szintén Kossuth utca a települési neve. A központban véget is ér, a Nagybajom-Kadarkút közti 6618-as útba beletorkollva, annak 13+850-es kilométerszelvényénél.
Teljes hossza, az országos közutak térképes nyilvántartását szolgáló kira.gov.hu adatbázisa szerint 7,100 kilométer.

## Története
Nyomvonalát és a Kiskorpádtól észak felé vezető 6702-es út vonalvezetését figyelembe véve valószínűnek tűnik, hogy korábban végig észak-déli irányt követhetett – tehát a mai első 200 méteres szakasza nem létezett. Helyette az ottani kanyarponttól észak felé folytatódva keresztezhette a vasutat, a 61-es utat annak 135+050-es kilométerszelvénye közelében érhette el, és egyenes folytatását képezte a 6702-es út. (Ma ezen a feltételezett egykori nyomvonalon a 61-es és a vasút északi oldala között csak a 66 324-es számú, öt számjegyű mellékút húzódik, Kiskorpád vasútállomás felé; a 6617-es vasúti keresztezését a vasútállomás fejlesztésével összefüggésben szüntethették meg.)
A fentebb vázolt feltételezést alátámasztó forrást még nem sikerült találni, de igazolni látszik az a tény, hogy a Cartographia 1970-ben kiadott, 1:525 000 léptékű Magyarország autótérképe ezt az utat kiskorpádi töréspont nélkül tünteti fel, „fontosabb földút” jelöléssel.
A Cartographia 2004-es kiadású Világatlaszában az út nincs feltüntetve.